# مضخة ذات تموج جيبي

صورة توضح حركة عنفة المضخة

المضخة ذات التموج الجيبي هي نوع من أنواع المضخات التي تتحرك عنفتها بشكل جيبي موجي وتنقل بهذه الحركة السائل من الطرف المدخلي (inlet port) إلى المخرج ذو الضغط العالي.
بوابة المضخة تحول بين رجوع السائل إلى المدخل، أي من منطقة الضغط المرتفع في المخرج إلى منطقة الضغط المنخفض في المدخل.

## التطبيقات النموذجية
- وجبات جاهزة
- الحساء
- صلصة
- الأطعمة المجمدة
- خلطات عصير
- الشوكولاته
- الطلاء

## مزايا
- تستطيع التعامل مع المواد الصلبة
- قدرة قوية على الامتصاص
- تقليل الأضرار على المنتج